# Palmarés da SkyDive Dubai Pro Cycling Team-Al Ahli Club
A equipa ciclista profissional emiratí SkyDive Dubai Pro Cycling Team-Al Ahli Club tem tido nos últimos anos as seguintes vitórias:

## Sky Dive Dubai Pro Cycling Team

### 2014

#### Circuitos Continentais da UCI
| Datas          | Circuito                   | Carreiras                                       | Ganhador              |
| 1 de abril     | UCI Asia Tour de 2013-2014 | 1.ª etapa do Tour da Tailândia                  | Lucas Sebastián Haedo |
| 27 de abril    | UCI Asia Tour de 2013-2014 | Melaka Chief Minister's Cup                     | Alexandre Pliuschin   |
| 31 de maio     | UCI Asia Tour de 2013-2014 | 2.ª etapa do Tour de Kumano                     | Francisco Mancebo     |
| 1 de junho     | UCI Asia Tour de 2013-2014 | Tour de Kumano                                  | Francisco Mancebo     |
| 11 de junho    | UCI Asia Tour de 2013-2014 | 5.ª etapa do Tour de Singkarak                  | Óscar Pujol           |
| 14 de junho    | UCI Asia Tour de 2013-2014 | 8.ª etapa do Tour de Singkarak                  | Soufiane Haddi        |
| 28 de novembro | UCI Asia Tour de 2013-2014 | 1.ª etapa do Sharjah International Cycling Tour | Alexandre Pliuschin   |
| 29 de novembro | UCI Asia Tour de 2013-2014 | 2.ª etapa do Sharjah International Cycling Tour | Soufiane Haddi        |
| 30 de novembro | UCI Asia Tour de 2013-2014 | 3.ª etapa do Sharjah International Cycling Tour | Alexandre Pliuschin   |
| 1 de dezembro  | UCI Asia Tour de 2013-2014 | Sharjah International Cycling Tour              | Alexandre Pliuschin   |
| 13 de dezembro | UCI Asia Tour de 2013-2014 | 1.ª etapa da Jelajah Malaysia                   | Rafaâ Chtioui         |
| 17 de dezembro | UCI Asia Tour de 2013-2014 | Jelajah Malaysia                                | Rafaâ Chtioui         |

#### Campeonatos nacionais
| Datas       | Carreiras                                   | Ganhador       |
| 20 de junho | Campeonato de Marrocos Contrarrelógio (CRI) | Soufiane Haddi |
| 22 de junho | Campeonato de Marrocos em Estrada           | Adil Jelloul   |
| 22 de junho | Campeonato da Tunísia em Estrada            | Rafaâ Chtioui  |

## Skydive Dubai Pro Cycling Team-Ao Ahli Clube

### 2015

#### Circuitos Continentais da UCI
| Datas              | Circuito                | Carreiras                           | Ganhador          |
| 15 de janeiro      | UCI Africa Tour de 2015 | 1.ª etapa do Tour do Egipto         | Francisco Mancebo |
| 16 de janeiro      | UCI Africa Tour de 2015 | 2.ª etapa do Tour do Egipto         | Andrea Palini     |
| 17 de janeiro      | UCI Africa Tour de 2015 | 3.ª etapa do Tour do Egipto         | Soufiane Haddi    |
| 18 de janeiro      | UCI Africa Tour de 2015 | 4.ª etapa do Tour do Egipto         | Andrea Palini     |
| 15 - 18 de janeiro | UCI Africa Tour de 2015 | Tour do Egipto                      | Francisco Mancebo |
| 16 de fevereiro    | UCI Africa Tour de 2015 | 1.ª etapa da Tropicale Amissa Bongo | Rafaâ Chtioui     |
| 17 de fevereiro    | UCI Africa Tour de 2015 | 2.ª etapa da Tropicale Amissa Bongo | Rafaâ Chtioui     |
| 19 de fevereiro    | UCI Africa Tour de 2015 | 4.ª etapa da Tropicale Amissa Bongo | Andrea Palini     |
| 22 de fevereiro    | UCI Africa Tour de 2015 | Tropicale Amissa Bongo              | Rafaâ Chtioui     |
| 5 de abril         | UCI Africa Tour de 2015 | 3.ª etapa da Volta a Marrocos       | Edgar Pinto       |
| 8 de abril         | UCI Africa Tour de 2015 | 6.ª etapa da Volta a Marrocos       | Soufiane Haddi    |
| 10 de abril        | UCI Africa Tour de 2015 | 8.ª etapa da Volta a Marrocos       | Vladimir Gusev    |
| 18 de maio         | UCI Asia Tour de 2015   | 1.ª etapa do Tour do Japão          | Rafaâ Chtioui     |
| 20 de outubro      | UCI Asia Tour de 2015   | 1.ª etapa do Tour de Hainan         | Andrea Palini     |
| 21 de outubro      | UCI Asia Tour de 2015   | 2.ª etapa do Tour de Hainan         | Andrea Palini     |
| 3 de novembro      | UCI Asia Tour de 2015   | 4.ª etapa do Tour do Lago Taihu     | Rafaâ Chtioui     |
| 28 de novembro     | UCI Asia Tour de 2015   | 1.ª etapa do Sharjah Tour           | Soufiane Haddi    |
| 29 de novembro     | UCI Asia Tour de 2015   | 2.ª etapa do Sharjah Tour           | Soufiane Haddi    |
| 30 de novembro     | UCI Asia Tour de 2015   | 3.ª etapa do Sharjah Tour           | Soufiane Haddi    |
| 1 de dezembro      | UCI Asia Tour de 2015   | 4.ª etapa do Sharjah Tour           | Andrea Palini     |
| 1 de dezembro      | UCI Asia Tour de 2015   | Sharjah Tour                        | Soufiane Haddi    |
| 2 de dezembro      | UCI Asia Tour de 2015   | Copa dos Emirados Árabes Unidos     | Maher Hasnaoui    |
| 9 de dezembro      | UCI Asia Tour de 2015   | 1.ª etapa da Jelajah Malaysia       | Francisco Mancebo |
| 10 de dezembro     | UCI Asia Tour de 2015   | 2.ª etapa da Jelajah Malaysia (CRE) | Sky Dive Dubai    |
| 12 de dezembro     | UCI Asia Tour de 2015   | 4.ª etapa da Jelajah Malaysia       | Andrea Palini     |
| 13 de dezembro     | UCI Asia Tour de 2015   | Jelajah Malaysia                    | Francisco Mancebo |
| 17 de dezembro     | UCI Asia Tour de 2015   | 1.ª etapa do Tour de Al Zubarah     | Maher Hasnaoui    |
| 19 de dezembro     | UCI Asia Tour de 2015   | Tour de Al Zubarah                  | Maher Hasnaoui    |

#### Campeonatos nacionais
| Datas       | Carreiras                                   | Ganhador       |
| 12 de junho | Campeonato de Marrocos Contrarrelógio (CRI) | Soufiane Haddi |
| 12 de junho | Campeonato da Tunísia Contrarrelógio (CRI)  | Rafaâ Chtioui  |
| 14 de junho | Campeonato de Marrocos em Estrada           | Soufiane Haddi |
| 14 de junho | Campeonato da Tunísia em Estrada            | Rafaâ Chtioui  |

### 2016

#### Circuitos Continentais da UCI
| Datas           | Circuito                 | Carreiras                            | Ganhador       |
| 18 de janeiro   | UCI Africa Tour de 2016  | 1.ª etapa da Tropicale Amissa Bongo  | Andrea Palini  |
| 19 de janeiro   | UCI Africa Tour de 2016  | 2.ª etapa da Tropicale Amissa Bongo  | Andrea Palini  |
| 21 de janeiro   | UCI Africa Tour de 2016  | 4.ª etapa da Tropicale Amissa Bongo  | Adil Jelloul   |
| 25 de fevereiro | UCI Asia Tour de 2016    | 2.ª etapa do Tour de Langkawi        | Andrea Palini  |
| 5 de setembro   | UCI America Tour de 2016 | 5.ª etapa do Tour de Alberta         | Paco Mancebo   |
| 25 de setembro  | UCI Africa Tour de 2016  | 2.ª etapa do Tour da Costa do Marfim | Soufiane Haddi |
| 25 de outubro   | UCI Asia Tour de 2016    | 1.ª etapa o Sharjah Tour (CRE)       | Sky Dive Dubai |
| 28 de outubro   | UCI Asia Tour de 2016    | Sharjah Tour                         | Adil Jelloul   |

#### Campeonatos nacionais
| Datas       | Carreiras                                   | Ganhador       |
| 4 de junho  | Campeonato da Tunísia Contrarrelógio (CRI)  | Maher Hasnaoui |
| 16 de julho | Campeonato de Marrocos Contrarrelógio (CRI) | Soufiane Haddi |